# Paramount Digital Entertainment
Paramount Digital Entertainment, est une division de la Paramount Pictures, développant et distribuant films et vidéos via divers plateformes incluant le en ligne, les mobiles et les supports portables.

## Liste des jeux vidéo développés[2]
| Titre                           | Date de sortie    | Plateforme                                                                           |
| ------------------------------- | ----------------- | ------------------------------------------------------------------------------------ |
| Star Trek DAC                   | 13 mai 2009       | PlayStation 3, Xbox 360, Microsoft Windows, Mac OS X                                 |
| The Warriors: Street Brawl      | 23 septembre 2009 | Xbox Live Arcade, Microsoft Windows, Mac OS X                                        |
| Grease                          | 24 août 2010      | Wii, Nintendo DS                                                                     |
| Days of Thunder                 | 22 février 2011   | PlayStation 3, Xbox 360, PlayStation Portable, iOS                                   |
| Rango                           | 1er mars 2011     | PlayStation 3, Xbox 360, Wii, Nintendo DS                                            |
| Les aventures de Tintin: le jeu | 6 décembre 2011   | PlayStation 3, Xbox 360, Wii, Nintendo 3DS, Microsoft Windows, iOS, Android, Symbian |
| Star Trek                       | 23 avril 2013     | PlayStation 3, Xbox 360, Microsoft Windows                                           |
| World War Z                     | 30 mai 2013       | iOS, Android                                                                         |

## Série numérique
| Titre                               | Années         | Réseau |
| ----------------------------------- | -------------- | ------ |
| The Legion of Extraordinary Dancers | 2010-2011      | Hulu   |
| The Hotwives                        | 2014 – présent | Hulu   |
| Resident Advisors                   | 2015 – présent | Hulu   |
| Bajillion Dollar Propertie $        | 2016 – présent | Seeso  |